# کودرون آیگلون
کودرون آیگلون (به انگلیسی: Caudron_Aiglon) یک هواگرد ملخ‌پیشین تک‌موتوره از نوع Light Tourer ساخت شرکت Caudron–رنو است. هواگرد کودرون آیگلون نخستین پروازش را در ۱۹۳۵ میلادی انجام داد. این هواگرد در سال ۱۹۳۵ میلادی رسماً معرفی گردید. در مجموع، تعداد ۲۰۳ فروند از این هواگرد ساخته شده‌است.
طراح این هواگرد، Marcel Riffard بود.